# Nahomi Kawasumi
Nahomi Kawasumi, född 23 september 1985 i Nagasaki i Japan, är en japansk fotbollsspelare som tog OS-silver i damfotbollsturneringen vid de olympiska fotbollsturneringarna 2012 i London. 